# Mikia lampros
Mikia lampros är en tvåvingeart som först beskrevs av Wulp 1896.  Mikia lampros ingår i släktet Mikia och familjen parasitflugor. Inga underarter finns listade i Catalogue of Life.